# Carlos VI de França
Carlos VI de França (Paris, 3 de dezembro de 1368 – Paris, 21 de outubro de 1422), também conhecido como o Bem-Amado (em francês: le Bien-Aimé) e o Louco (em francês: le Fol ou le Fou), foi chefe da casa de Valois e Rei da França de 1380 até sua morte em 1422. Era casado com Isabel da Baviera, com quem teve doze filhos legítimos, incluindo o seu sucessor Carlos VII.
Tinha apenas 11 anos quando herdou o trono no meio da Guerra dos Cem Anos. O governo foi confiado a seus quatro tios: Filipe, o Audaz, Duque de Borgonha; João, Duque de Berry; Luís I, Duque de Anjou; e Luís II, Duque de Bourbon. Embora a idade real da maioridade fosse de 14 anos, os duques mantiveram seu domínio sobre o rei até assumir o poder com 21 anos de idade. Durante o governo de seus tios, os recursos financeiros do reino, meticulosamente construídos por seu pai Carlos V, foram desperdiçados pelo lucro pessoal dos duques, cujos interesses eram frequentemente divergentes ou até mesmo opostos. Como os fundos reais foram drenados, novos impostos tiveram de ser criados, o que provocou várias revoltas.
Em 1388, o rei dispensou seus tios e trouxe de volta ao poder os ex-assessores de seu pai, conhecidos como os Marmousets. As condições políticas e econômicas no reino melhoraram significativamente, e Carlos ganhou o epíteto de "o Amado". Mas, em agosto de 1392, a caminho de Bretanha com seu exército na floresta de Le Mans, Carlos de repente enlouqueceu e matou quatro cavaleiros e quase matou seu irmão, Luís de Orleães. A partir de então, seus ataques de insanidade se tornaram mais frequentes e de maior duração. Durante esses ataques, tinha ilusões, acreditando que ele era feito de vidro ou negou que tinha uma esposa e filhos. Também poderia atacar servos ou correr até a exaustão, lamentando que era ameaçado por seus inimigos. Entre as crises, havia intervalos de meses durante os quais Carlos ficava relativamente são. No entanto, incapaz de se concentrar ou tomar decisões, o poder político foi levado para longe dele pelos príncipes de sangue, que poderiam causar muito caos e conflito na França.
Uma luta feroz pelo poder foi se desenvolvendo entre Luís de Orleães, irmão do rei, e João sem Medo, Duque de Borgonha, filho de Filipe, o Audaz. Quando João instigou o assassinato de Luís em novembro de 1407, o conflito degenerou em uma guerra civil entre os Armagnacs (partidários da Casa de Valois) e os Borguinhões. João ofereceu grandes partes da França ao rei Henrique V de Inglaterra, que ainda estava em guerra com a monarquia Valois, em troca de seu apoio. Após o assassinato de João sem Medo, seu filho Filipe, o Bom levou Carlos, agora chamado de "o Louco", a assinar o infame Tratado de Troyes (1420), que reconheceu o rei inglês como seu legítimo sucessor no trono de França e deserdou sua própria descendência. Quando Carlos VI morreu, foi sucedido por seu filho Carlos VII, que encontrou a casa de Valois em uma situação desesperadora.

## Primeiros anos
Carlos nasceu em Paris, primogênito de Carlos V, o Sábio, e de Joana de Bourbon. Como herdeiro da coroa ao nascer, recebeu o título de Delfim de França em dezembro de 1368. Jean Froissart o descreveu nas suas Crónicas como sendo uma criança alegre, activa e fascinada pelos grandes feitos militares.
Os quatro tios, duques de Anjou, de Berry, da Borgonha e de Bourbon, guardaram o poder até 1388; apenas o duque de Borgonha tinha algum interesse pelo bem público. Em 1380 Carlos subira ao trono por morte do pai, mas como tinha 12 anos a regência ficou entregue a um conselho chefiado pelos seus tios João de Berry, Filipe da Borgonha e Luís de Anjou. Carlos se casou em 17 de julho de 1385 com Isabel da Baviera, filha de Estevão III, Duque da Baviera, poucos dias após ambos terem se conhecido. O casamento foi promovido pelo tio do rei francês, Filipe, o Audaz. O noivo de dezesseis anos de idade ficou tão apaixonado com sua noiva que ele se casou com ela sem um dote ou contrato formal de casamento.
Durante sua menoridade, o país foi assim governado em função dos interesses dos tios, que guerreavam frequentemente entre si sem ter em conta o interesse da França. Aos 20 anos, conseguiu se livrar da influência dos regentes, com a ajuda do Condestável Olivier de Clisson inimigo político dos Duques de Berry e da Borgonha. Ao mesmo tempo, cresceu o ascendente do seu irmão mais novo Luís I de Valois, que Carlos fez Duque de Orleães em 1392.

## A loucura

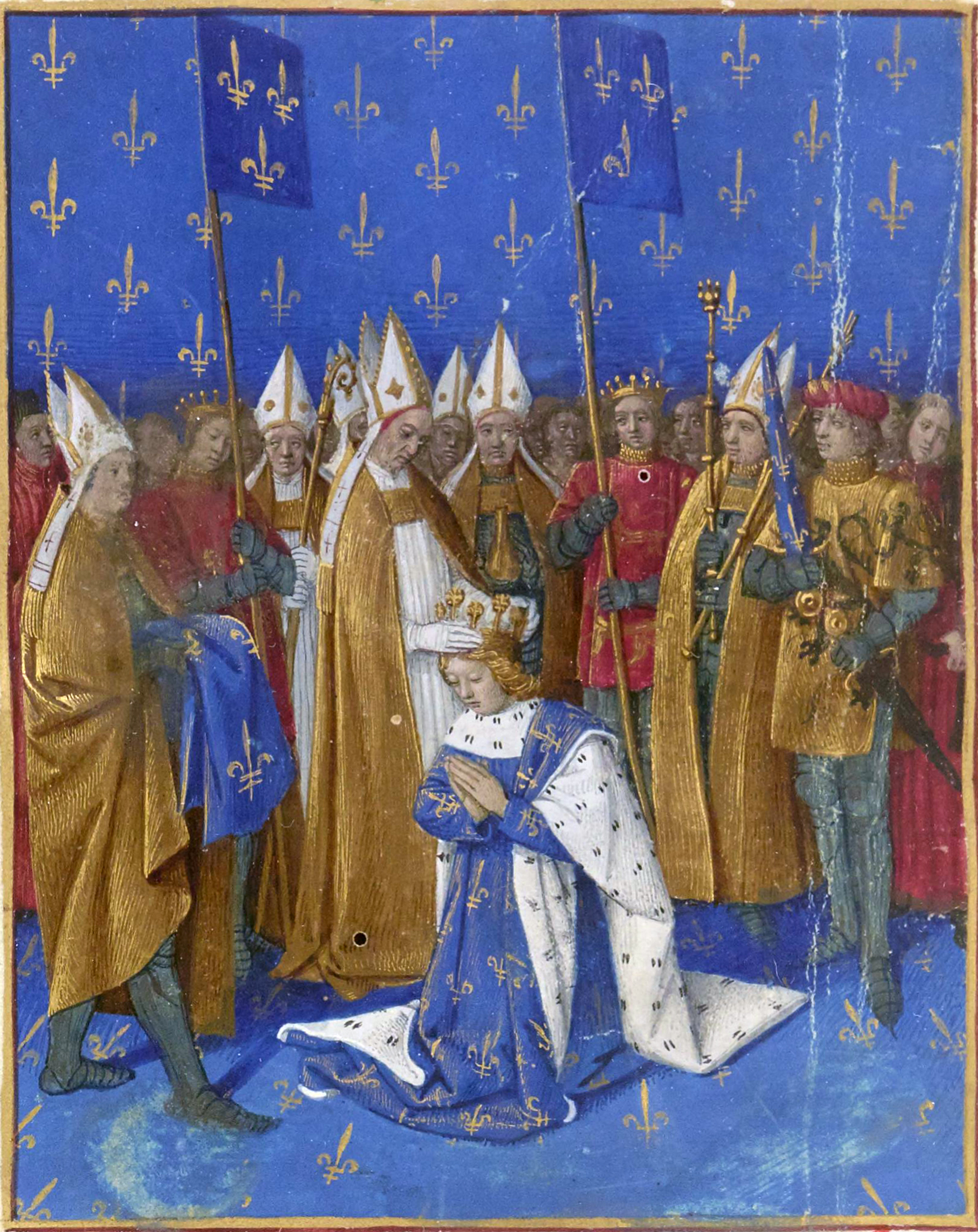
Coroação de Carlos VI de França.

Em 1392 o episódio da travessia da floresta du Mans marca o início da loucura: presa de pânico, teve que ser amarrado sobre uma carruagem. No ano seguinte o acidente do Baile dos Ardentes confirmou a doença.
Apesar de nunca ter sido particularmente astuto para a governação, fruto de sua educação desleixada, manteve uma personalidade estável até 1392, ano em que Olivier de Clisson sofreu uma tentativa de assassinato orquestrada pelo Duque João V da Bretanha.
Para defender a honra do Condestável, Carlos organizou uma expedição punitiva contra a Bretanha, mas a meio do caminho sofreu um ataque de demência psicótica, o primeiro sinal de esquizofrenia paranoide que o afectou até ao fim da vida. Carlos recuperou sua sanidade, mas por pouco tempo. A partir de então, as crises sucederam-se com intervalos de lucidez curtos e espaçados.
Quando se considerou que enlouquecera, Luís I de Valois assumiu a regência de facto, mas foi assassinado em 1407. João Sem Medo, inimigo desde 1404, tentou-se apoderar de sua pessoa, dominando o conselho do rei de 1408 a 1411, sinal da guerra civil dos Armagnacs contra os borgonheses.
A alternância deu também lugar a uma sucessão de influências: durante os períodos em que estava são, Carlos favorecia os conselhos e políticas do irmão Luís, mas quando recaía era o tio Filipe da Borgonha que controlava França. À medida que os anos passaram, o seu estado geral deteriorou-se, assim como seu casamento. Nas fases psicóticas, Carlos VI revelava ódio imenso a Isabel da Baviera, que tentou atacar fisicamente várias vezes, e chegava a praticar tiro ao arco às armas dela espalhadas pelo palácio. A rainha, sem se perturbar, reorganizou a sua vida em torno do cunhado Luís I de Valois, de quem se disse na época que era seu amante. Era assumido que os filhos de Isabel nascidos depois de 1396 eram filhos do Duque de Orleães.

## Azincourt

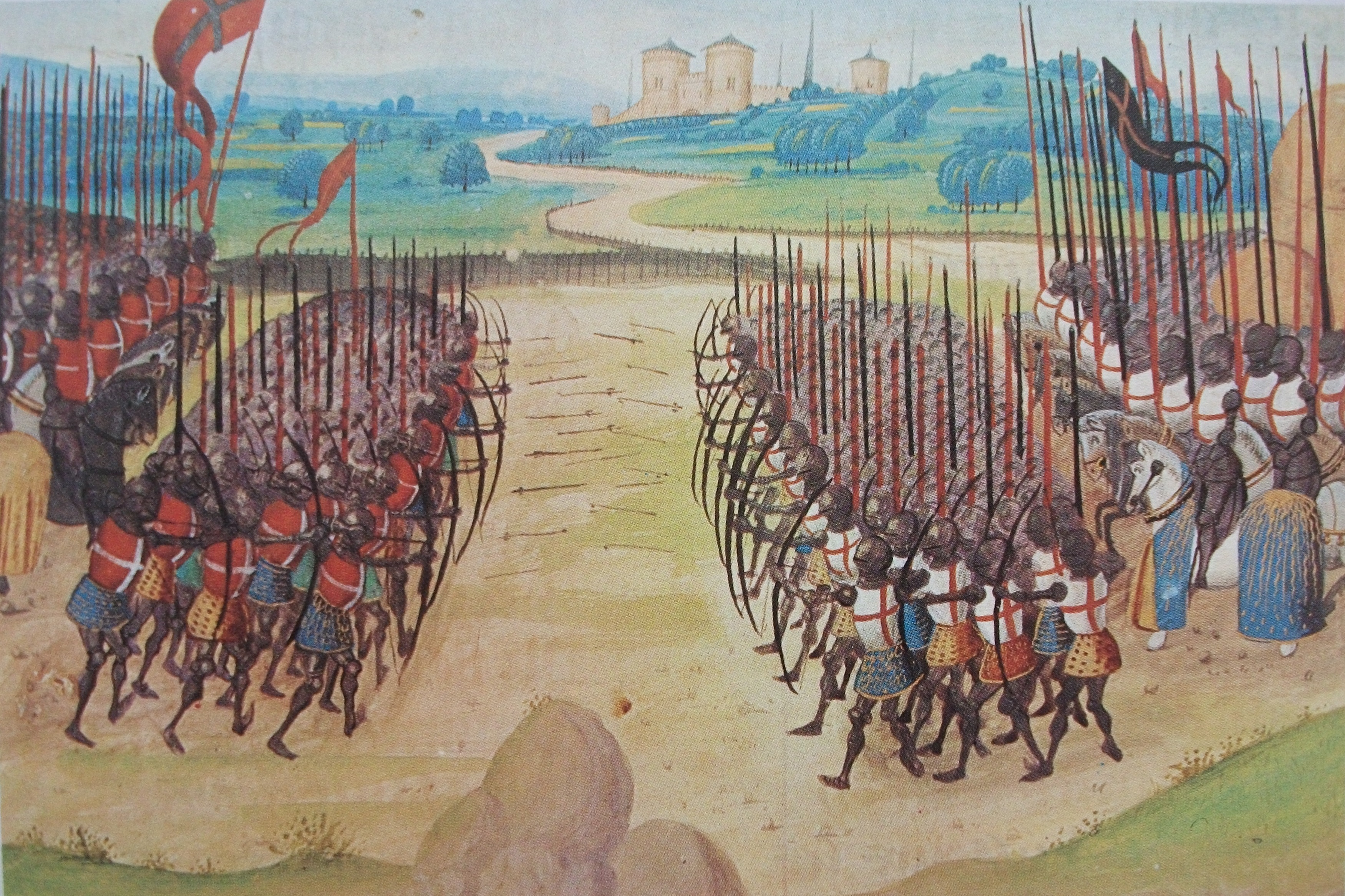
Miniatura da batalha de Azicourt, século XV.

Os últimos anos do reinado de Carlos VI foram marcados pela segunda fase da Guerra dos Cem Anos e pela invasão de França comandada por Henrique V de Inglaterra, que culminou no desastre da batalha de Azincourt. 1415 foi um ano ruim para a França: Henrique V derrotou os franceses, dizimando a nobreza francesa. As tropas inglesas ocuparam o norte do país.
Henrique V de Lancaster aproveita a loucura do rei e as querelas entre os membros do conselho da Regência, entre Armagnacs e Borgonheses, e denuncia a trégua assinada em 1396. Desembarca em 13 de agosto de 1415 perto de Harfleur com 1,4 mil navios e um total de 30 mil homens. Os cavaleiros franceses, agrupados ao redor da facção dos Armagnacs, vão a seu encontro para lhe cortar a estrada de Calais. Apesar da vantagem numérica (50 mil combatentes contra 15 mil), os franceses sucumbem, indisciplinados. Pretendem atacar a cavalo as linhas inimigas detrás das quais estão os arqueiros ingleses. Os cavaleiros atacam os arqueiros, pesados em armaduras que pesavam 20 quilos, sem poder se deslocar direito num solo molhado pelas chuvas. No pânico, diante das flechas às centenas, muitos cavaleiros caem dos cavalos e são aprisionados. A maior parte dos prisioneiros (uns 1,7 mil) são degolados pelos arqueiros por ordem do rei inglês, que deseja exterminar a facção dos Armagnacs para reforçar seus aliados borgonheses. Os ingleses não os querem vivos, para trocar por resgate como era costume feudal. As perdas são enormes, do lado francês morrem 10 mil homens, contra 1,5 mil do lado inglês. Azincourt é uma das batalhas mais mortíferas da Idade Média.
Vitorioso, Henrique V aproveitará para tomar a Normandia.
Em Paris, há enorme descontentamento contra a gente de Bernardo VII que faz reinar o terror como antes o tinham feito os Borguinhões. Em 29 de maio de 1418, violento motim expulsa os Armagnacs, milhares são massacrados, o próprio conde é cortado em pedaços. O Delfim Carlos acha meios de fugir, graças ao preboste (antigo nome do comandante militar) da capital.
Com o título de regente, continuará a luta contra os ingleses à testa do que resta do partido armagnac. Paris, sem remédio, se submete de novo aos Borgonheses. Triunfam João Sem Medo e seus aliados ingleses. O duque manobra o pobre rei de França, Carlos VI, e sua mulher Isabel. Ao mesmo tempo, inquieto com a pressão dos ingleses, o duque tenta se reconciliar com o delfim Carlos. O encontro se transforma em drama pois João Sem Medo é assassinado diante dos próprios olhos do Delfim em Montereau em 10 de setembro de 1419. O novo duque da Borgonha, Filipe o Bom, querendo vingar-se, não hesita mais em se aliar aos ingleses.

## Tratado de Troyes

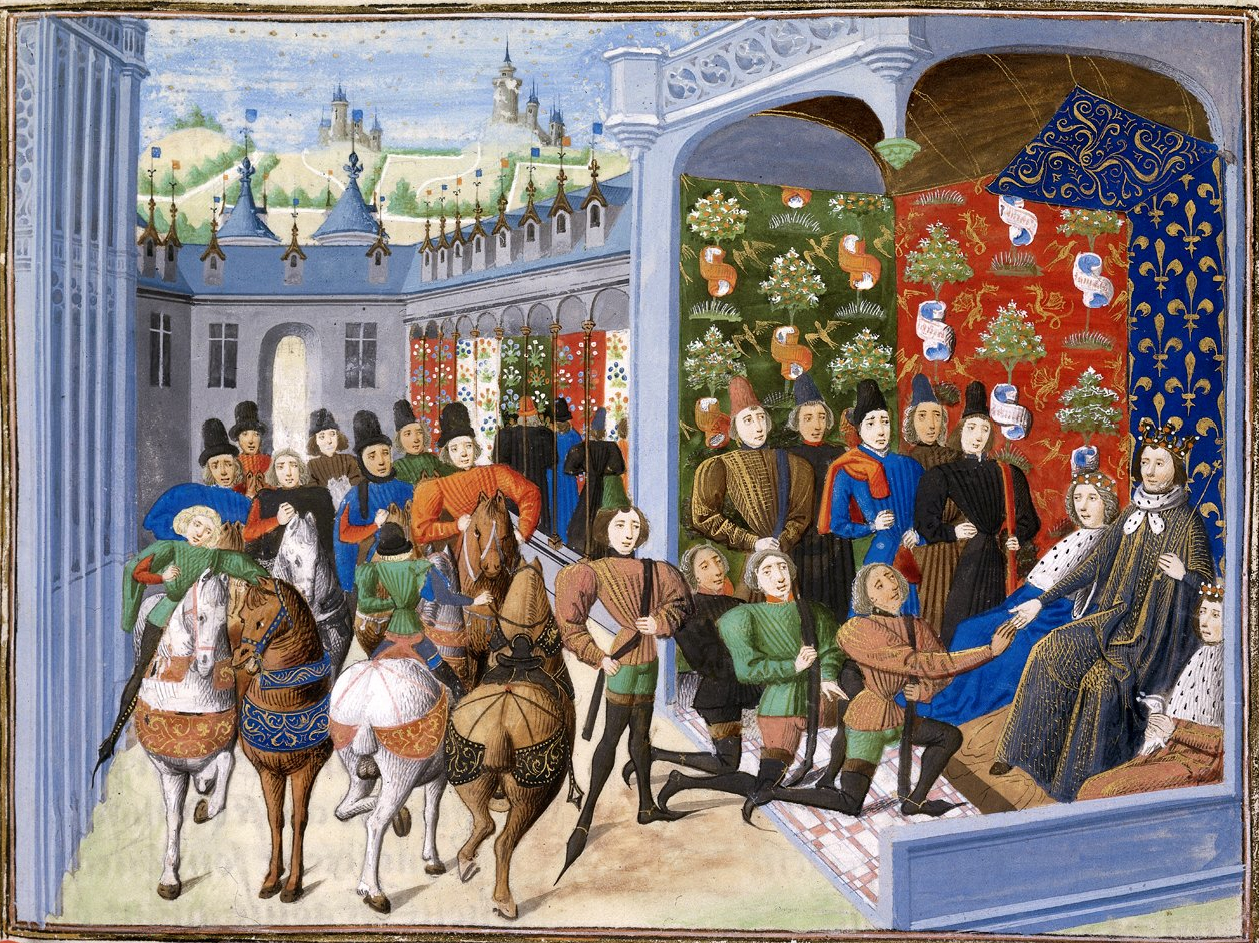
Carlos VI e Isabel no do Tratado de Troyes.

Carlos já praticamente não tinha contacto com a realidade e estava confinado aos seus aposentos, o que deixou o país entregue às lutas entre João da Borgonha e o Conde Bernardo de Armagnac. O poderoso duque da Borgonha, João Sem Medo, e o herdeiro do trono, o delfim Carlos, se encontraram em 10 de setembro de 1419 sobre uma ponte que atravessa o rio Yonne, em Montereau. Ambos desejavam vencer os ingleses, que dominavam a França depois de sua vitória em Azincourt e já tinham ocupado o ducado da Normandia. João era o chefe do Partido borgonhês. O delfim, chefe do partido armagnac. Depois de sangrentas escaramuças, armagnacs e borguinhões pareciam dispostos a dar fim a sua rivalidade que ameaçava arruinar a monarquia dos Valois, em benefício do rei Henrique V da Inglaterra. Em 19 de setembro um Te Deum em Paris celebra sua reconciliação. Mas os companheiros do delfim guardam rancor pelo duque, pelo assassinato de Luís I de Valois, duque de Orleães, doze anos antes. Um deles ataca João Sem Medo com um machado, na própria presença do delfim. O assassinato reaviva a querela entre os Armagnacs e os Borguinhões, prejudicando a França, e permitindo aos ingleses negociar o infame tratado de Troyes com Isabel da Baviera e seu marido, o infeliz rei louco. Em 1420 Carlos foi trazido a público para assinar o Tratado de Troyes que deserdava o Delfim Carlos, seu filho putativo, a favor de Henrique V. Morreu dois anos depois e foi sucedido por Carlos VII apenas dada a intervenção de Joana d'Arc.
Pelo Tratado de Troyes acertou-se o casamento de Henrique V com Catarina de Valois, filha de Carlos VI e Isabel, e a subida do casal ao trono por morte de Carlos VI, sem contar com o Delfim Carlos. Antes, desde junho de 1419, o delfim escapara de Paris para Bourges, onde convocou a ajuda dos escoceses. Chegaram soldados da Escócia sob o comando do duque de Albany, do conde de Douglas e Sir John Stuart, senhor de Darnley. Por cinco anos, forneceram ao delfim o apoio indispensável a que assumisse o trono como Carlos VII, e resistisse aos ingleses.

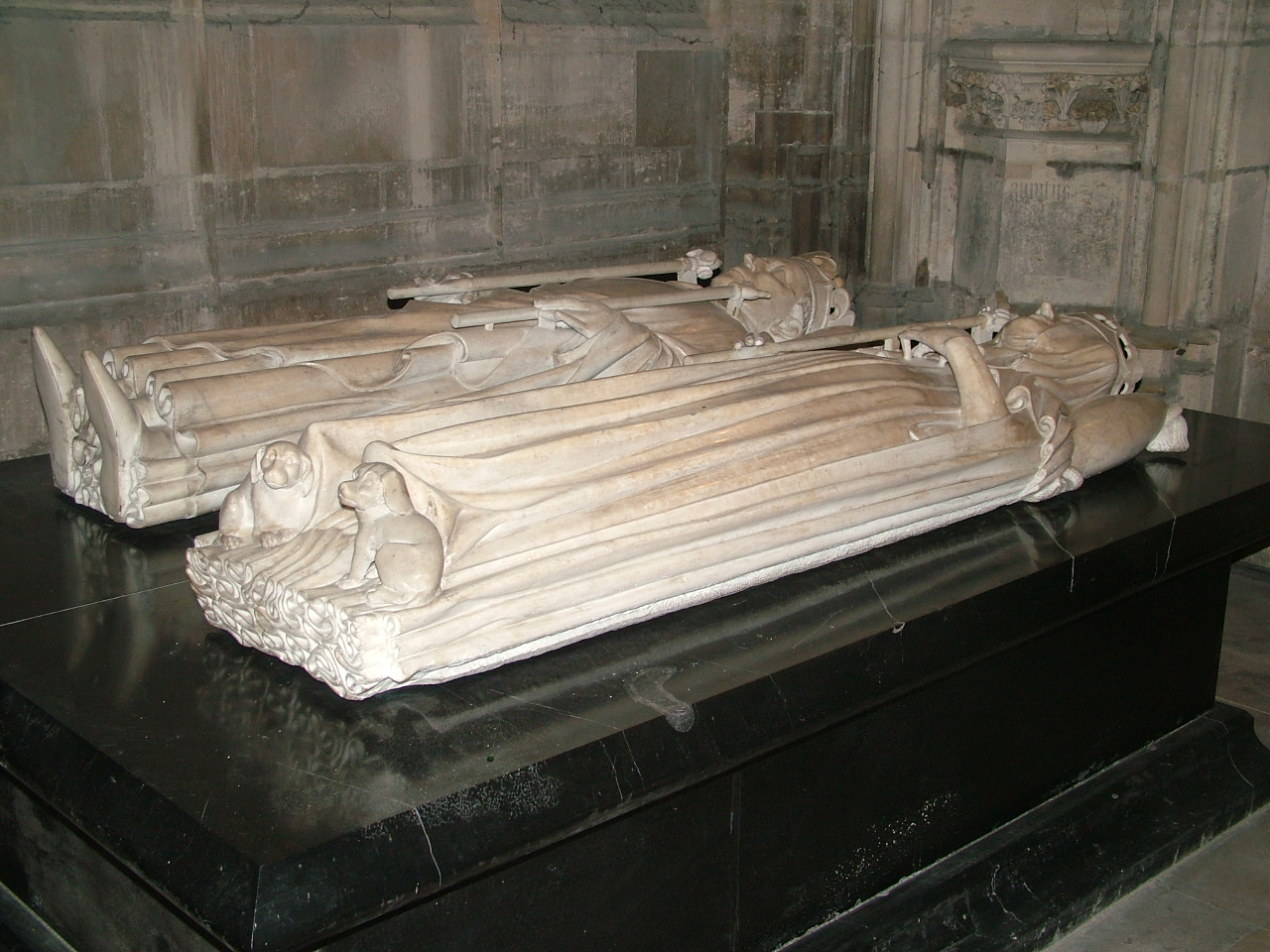
Efígies de Carlos VI e Isabel da Baviera, esculpidas por Pierre de Thury. Basílica de Saint-Denis.

Com a morte de Carlos VI em 1470, a viúva Isabel (famosa pela ligeireza de costumes) não hesitou em colocar em dúvida a legitimidade do próprio filho, e reconheceu como rei da França o rei da Inglaterra Henrique V, com o qual tinha casado sua filha Catarina. A França passou a ter dois reis legítimos. O jovem Henrique VI deduzia sua legitimidade do Tratado de Troyes; reinava sobre Paris e o norte da França, fazendo-se representar por seu tio, João de Lencastre, Duque de Bedford. Tem o apoio da Igreja, da Universidade e do povo de Paris, e é aliado ao poderoso partido borgonhês. Quanto a Carlos VII de Valois, apelidado o pequeno rei de Bourges, reina apenas sobre o centro e o sul, terra d´oc. Não tem dinheiro, nem apoio, além de alguns armagnacs e mercenários de toda sorte, seus cortesões se querelam - está a beira de renúncia, ao encontrar Joana d´Arc em 1429.
A guerra entre os ingleses e Carlos VII terminará apenas pela batalha de Castillon, perto de Bordeaux, em 17 de julho de 1453. A querela terá por final a luta entre Luís XI, filho de Carlos VII, e Carlos o Temerário, duque da Borgonha, filho de Filipe o Bom. A morte do duque em 1477 e a anexação do ducado da Borgonha ao reino de França serão o epílogo.

## Casamento e descendência
Casou-se em Amiens em 17 de julho de 1385 com Isabel da Baviera (1371-1435), filha de Estêvão III, Duque da Baviera-Ingolstadt. Tiveram:
- Carlos, Delfim de França (25 de setembro de 1386 - 28 de dezembro de 1386), morreu aos três meses de idade;
- Joana (14 de junho de 1388 - 1390), morreu aos 2 anos de idade;
- Isabel (9 de novembro de 1389 - 13 de setembro de 1409), casou-se pela primeira vez com Ricardo II de Inglaterra, sem descendência. Casou-se pela segunda vez com Carlos, Duque de Orleães, com descendência;
- Joana (24 de janeiro de 1391 - 27 de setembro de 1433), casou-se com o duque João VI de Bretanha, com descendência;
- Carlos, Delfim de França (6 de fevereiro de 1392 - 13 de janeiro de 1401), morreu aos 8 anos de uma "doença assoladora", noivo de Margarida da Borgonha desde seu nascimento até sua morte;
- Maria (22 de agosto de 1393 - 19 de agosto de 1438), nunca se casou e tornou-se uma priora no Convento de Poissy;
- Micaela (11 de janeiro de 1395 - 8 de julho de 1422), casou-se com Filipe III de Borgonha, sem descendência sobrevivente;
- Luís, Delfim de França (22 de janeiro de 1397 - 18 de dezembro de 1415), casou-se com Margarida da Borgonha, sem descendência;
- João, Delfim de França (31 de agosto de 1398 - 5 de abril de 1417), casou-se com Jaqueline, Condessa de Hainaut, sem descendência;
- Catarina (27 de outubro de 1401 - 3 de janeiro de 1437), casou-se pela primeira vez com Henrique V de Inglaterra, com descendência. Casou-se pela segunda vez com Owen Tudor, com descendência;
- Carlos VII (22 de fevereiro de 1403 - 21 de julho de 1461), casou-se com Maria de Anjou, com descendência;
- Filipe (10 de novembro de 1407 - 11 de novembro de 1407), morreu um dia após o nascimento.

Deixou ainda uma bastarda, tida de Odette ou Odinette de Champdivers (maio de 1389-1424) chamada de pequena rainha ou Petite reine: foi Margarida de Valois, nascida em 1407 e morta em 1458), legitimada em 1428, no primeiro caso conhecido de um rei que legitimou um filho bastardo. Em 1428 foi casada com João III de Harpedanne, senhor de Belleville de Montaigu, com posteridade extinta em 1587.